# Vladislav (voornaam)
Ladislav (mannelijk) of Ladislava (vrouwelijk), Latijn: Ladislaus, is een naam van Slavische oorsprong. De naam is opgebouwd uit de naam van de Slavische godin van de liefde Lada en het Slavische woord slava ("verering", "glorie"). De naam betekent "Hij die Lada aanbidt" of "Hij die de naam van Lada vereert" en heeft haar wortels in het heidendom. Wanneer de letter V of W voor de naam wordt geplaatst (Vladislav dan wel Wladislav) betekent het iets als "drager van de glorie, eer" of "macht en roem". De etymologie van de naam wordt ook wel uitgelegd als bestaande uit de stam vladi- ("(be)heersen", "leiden") en de stam -slav ("glorie" of "Slaaf").
De naam is populair onder alle Slavische volken, alsook in een aantal landen die grenzen aan landen bewoond door Slaven.
De naam zou volgens een theorie oorspronkelijk uit het Bulgaars stammen en vandaar zijn ontleend naar het Hongaars en Pools en vanuit het Pools naar het Tsjechisch. Of de naam 'Władysław' of 'Włodzisław' de Polen het eerst bereikte is onbekend.
Varianten van de naam zijn: 
- Vladislav/Władysław/Wladzislaw/Vladyslav (Rusland/Polen/Wit-Rusland/Oekraïne)
- Volodyslav/Włodzisław (Oekraïne/Polen)
- László, Laszlo, of Lazlo (Hongarije)
- Ladislao (Italië)
- Ladislaus (Duits)
- Wladislaus (Polen)
- Vasile (Roemenië)

## Personen met de naam in hun naam

### Ladislav
- Ladislav Adamec, Tsjecho-Slowaaks premier (1926-2007)
- Ladislav Fouček, Tsjechisch atleet (1930)
- Ladislav Grđevački, Kroatische ban (±15e eeuw)
- Ladislav Nižňanský, Slowaaks oorlogsmisdadiger (1917)
- Ladislav Vácha, Tsjecho-Slowaaks gymnast (1899-1943)
- Ladislav Ženíšek, Tsjechisch voetballer (104-1985)
- Ján Krstitel Ladislav Pyrker, patriarch van Venetië (1772-1847)
- František Ladislav Rieger, Tsjechisch publicist en politicus (1818-1903)

### Ladislava
- Ladislava Bakanic, Amerikaans atlete (1924)

### Ladislaus
- Ladislaus I van Hongarije, koning van Hongarije en rooms-katholiek heilige (1040-1095)
- Ladislaus II van Hongarije, koning van Hongarije (1131-1163)
- Ladislaus III van Hongarije, koning van Hongarije (±1200-1205)
- Ladislaus IV van Hongarije, koning van Hongarije (1262-1290)
- Ladislaus Posthumus (Ladislaus V), koning van Bohemen en Hongarije, markgraaf van Moravië en aartshertog van Oostenrijk (1440-1457)
- Ladislaus van Napels, koning van Napels (1376-1414)

### Vladislav

#### Adellijke personen
- Vladislav I of Vlaicu Vodă, heerser over Walachije (± 14e eeuw)
- Vladislav I van Bohemen, hertog van Bohemen (±1070-1125)
- Vladislav van Olomouc, hertog van Moravië-Olmütz (??-1165)
- Vladislav van Bohemen, markgraaf van Moravië en hertog van Oostenrijk en Stiermarken (?-1247)
- Vladislav II van Bohemen, hertog van Bohemen, Moravië-Brno en Moravië-Olmütz (1110-1176)
- Vladislav II van Moravië, markgraaf van Moravië (1207-1227)
- Stefan Vladislav, koning van Montenegro, Herzegovina en alle Serven (??-na 1264)
- Vladislav III Hendrik van Bohemen, hertog van Bohemen en Moravië en markgraaf van Moravië (±1160-1222)

#### Overige personen
- Vladislav Borisov, Russisch wielrenner (1978)
- Vladislav Borovikov, Oekraïense schaker (1973)
- Vladislav Frolov, Russisch sprinter (1980)
- Vladislav Radimov, Russisch voetballer (1975)
- Vladislav Soerkov, Russisch politicus (1964)
- Vladislav Tkachiev, Frans schaker (1973)
- Vladislav Volkov, Russisch kosmonaut (1935-1971)
- Vladislav Zlatinov, Bulgaars voetballer (1983)
- Vladislav Zvara, Slowaaks voetballer (1971)

### Vladyslav
- Vladyslav Kryvobokov, Oekraïens politicus (1968)
- Vladyslav Piskoenov, Oekraïens kogelslingeraar (1978)
- Vladyslav Vasjtsjoek, Oekraïens voetballer (1975)

### Wladislaus/Władysław

#### Adellijke personen
- Wladislav I van Polen:
  - Wladislaus I Herman van Polen, hertog van Polen (1043-1102)
  - Wladislaus I van Oppeln, hertog van Opole (1225-1282)
  - Wladislaus de Korte of Wladislaus de Grote of Wladislaus IV, groothertog/koning van Polen (1260-1333)
- Wladislaus II van Hongarije, koning van Bohemen en Hongarije en markgraaf van Moravië (1456-1516)
- Wladislaus II van Polen:
  - Wladislaus de Balling, hertog van Silezië en groothertog van Polen (1105-1159)
  - Wladislaus II Jagiello van Polen, koning van Polen en grootvorst van Litouwen(±1351-1431)
  - Wladislaus II van Oppeln, hertog van Opole (±1330-1401)
- Wladislaus III van Polen:
  - Wladislaus Spillebeen, groothertog van Polen (1161-1231)
  - Wladislaus van Varna, koning van Hongarije en Polen (1424-1444)
- Wladislaus IV van Polen:
  - Wladislaus de Korte
  - Wladislaus Wasa, koning van Polen en grootvorst van Litouwen (1595-1648)
- Wladislaus van Glogau, hertog van Teschen (1420-1460)
- Wladislaus van Liegnitz, hertog van Liegnitz (1296-1352)

#### Overige personen
- Wladislaus Findysz, Pools priester en martelaar (1907-1964)